# Ilija Petković

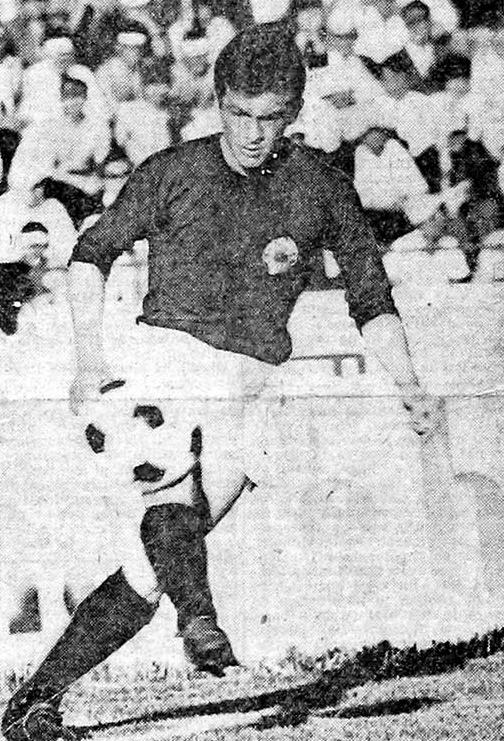
Como jogador da seleção iugoslava.

Ilija Petković - em sérvio, Илија Петковић (Knin, 22 de setembro de 1945 – 27 de junho de 2020) foi um futebolista e treinador sérvio nascido na atual Croácia. Figurou na Copa do Mundo FIFA tanto como jogador como também como treinador, respectivamente pelas extintas seleções da Iugoslávia (1974) e da Sérvia e Montenegro (2006).

## Copa do Mundo de 1974
Como jogador, Petković atuou 43 vezes pela Iugoslávia, participando da Copa do Mundo de 1974.[carece de fontes?] Entre clubes, dedicou-se ao OFK Belgrado, onde disputou 500 partidas na Liga Principal em 15 anos. Posteriormente, viria a ser o presidente desta equipe.

## Copa do Mundo de 2006
Foi o técnico da Seleção Servo-Montenegrina durante a Copa do Mundo de 2006, curiosamente, também na Alemanha, tal como a de 1974. Sua equipe estava credenciada com um elenco fechado e com uma das melhores defesas das Eliminatórias, respaldando a polêmica decisão do treinador em não dar oportunidades a Dejan Petković, com quem não tem parentesco e brilhava no futebol brasileiro a ponto de o próprio capitão Savo Milošević admitir que "Pet" poderia ter um lugar no time.
Um anúncio oficial de que Ilija iria convocar Dejan Petković para amistosos que a seleção servo-montenegrina faria em março de 2006, durante os preparativos para a Copa, chegou a ser feito, mas tal fato não se concretizou. Embora o técnico insistisse que o grupo na seleção já estaria definido e que não seria justo retirar alguém que se esforçara para classificar a seleção para dar espaço à "Pet", incluiu um novato, Ivan Ergić, para os 23 selecionados para o mundial. A polêmica só viria a aumentar: o montenegrino Mirko Vučinić precisou ser cortado e o treinador então chamou para seu lugar um Petković, mas tratava-se de seu filho, Dušan, que não defendia a seleção desde 2004.[carece de fontes?] Atacado pela mídia nacional, o próprio Dušan decidiu renunciar à vaga, que desta forma não poderia ser novamente preenchida, pelas regras da FIFA. Anos depois, em 2018, o próprio Dejan relembrou em entrevista ao jornal El País:
| “ | Eu vinha de um Campeonato Brasileiro fantástico com o Fluminense. Meus jogos no Brasil eram transmitidos na Sérvia. O país inteiro pedia minha convocação. Sempre inventavam uma desculpa para não me levar. Quando saiu a lista da Copa, as pessoas se perguntavam por que eu não fui convocado. Na época, o Zico disse que a Sérvia ia ganhar a Copa: “Tem 23 melhores que o Pet.” Então, o Vučinić se machucou. E aí divulgaram o substituto: "D. Petković". Começaram a me ligar, me dando os parabéns, mas, na verdade, o convocado era o Dušan Petković, filho do técnico. Ele trocou um atacante por um zagueiro. Isso pegou tão mal que, na preparação para a Copa, o garoto não aguentou a pressão e foi embora, com vergonha de estar lá. Disputamos o Mundial com um jogador a menos. Nunca me deram uma explicação oficial. Em off, diziam que, se me chamassem, eu teria que jogar. Infelizmente, perdi duas Copas do Mundo. Entrei para o grupo restrito dos bons jogadores que nunca jogaram um Mundial. Não tenho nenhuma frustração por não ter disputado a Copa, porque não foi um insucesso meu. No futebol, alguns poucos têm poder para arruinar muitas coisas. As pessoas que administravam a seleção do meu país é que me fizeram mal, não a instituição. Não guardo mágoas. | ” |

A Sérvia e Montenegro acabou ficando estatisticamente como o pior time da Copa, ironicamente com a defesa mais vazada, a maior goleada sofrida (6-0 contra a Argentina) e uma derrota de virada para a Costa do Marfim quando chegou a estar vencendo por 2-0. Ilija Petković não resistiu e teve de deixar o cargo ao fim do torneio.

## Morte
Morreu no dia 27 de junho de 2020, aos 74 anos, vitimado por complicações de uma úlcera no estômago combinada à infecção pelo COVID-19. Vinha exercendo o cargo do OFK Belgrado, então na terceira divisão sérvia.

## Títulos

### OFK Beograd
- Copa da Iugoslávia: 1965-66

### Servette
- Campeonato Suíço: 1993-94